# Святой Фольк
Фольк (Англия, VII век — Сантопадре, VII век) — святой монах, паломник и исповедник. День памяти — 22 мая.
Святой Фольк был родом из Англии. Он отправился паломником в Иерусалим и другие святые места с Бернардом, Ардуином и Герардом. По возвращении из поездки на Святую Землю, святой Фольк со товарищи остановился на горе Гаргано, чтобы посетить пещеру Святого Михаила. Отправившись на север Беневенто (нынешний Лацио), святой Фольк остановился в местечке Амнен (сегодня Сантопадре, провинции Фрозиноне), где провел остаток своей жизни, посвятив себя молитве и помощи больным при больнице. После его кончины в конце VII века, он был похоронен при той больнице.
Когда больница была разрушена, также была утрачена память о святом английском страннике.
Согласно преданию, в один прекрасный день святой Фольк явился к больным и указал место своего погребения. Таким образом, тело святого было обретено, помещено в раку и перенесено в церковь, названную в его честь.
Почитание святого Фолька было утверждено папой римским Григорием XIII.